# BBC Monthey-Chablais
El BBC Monthey-Chablais es un equipo de baloncesto suizo con sede en la ciudad de Monthey, que compite en la LNBA, la primera división del baloncesto suizo. Disputa sus encuentros como local en la Salle du Reposieux, con capacidad para 600 espectadores.

## Posiciones en Liga
- 1996 (1)
- 1997 (2)
- 1998 (5)
- 1999 (8)
- 2000 (6)
- 2001 (9-LNA)
- 2002 (4)
- 2003 (3)
- 2004 (7)
- 2005 (1)
- 2006 (4)
- 2007 (5)
- 2008 (4)
- 2009 (4)
- 2010 (6)
- 2011 (4)
- 2012 (2)
- 2013 (4)
- 2014 (5)
- 2015 (6)

## Palmarés
- Campeón Liga Nacional de Baloncesto de Suiza (1996), (2005)
- Campeón Copa Suiza (2003), (2006)
- Subcampeón Copa Suiza (2004), (2005), (2011), (2012)